# Avenged Sevenfold (album)
Avenged Sevenfold è il quarto album in studio del gruppo musicale statunitense omonimo, pubblicato il 30 ottobre 2007 dalla Warner Bros. Records e dalla Hopeless Records.
Si tratta del loro primo album interamente prodotto dal gruppo, e anche in conseguenza di ciò propone delle sonorità più sperimentali rispetto a quelle degli album precedenti, con l'inclusione di un'orchestra e un coro in A Little Piece of Heaven, il brano dalle sonorità country Dear God e altre sperimentazioni varie. L'album ha riscosso un grande successo commerciale, e ha debuttato al quarto posto della Billboard 200.
Si tratta anche dell'ultimo album in studio registrato dal gruppo insieme al batterista e cofondatore The Rev, scomparso il 28 dicembre 2009.

## Promozione
Avenged Sevenfold è stato anticipato dalla pubblicazione dei singoli Critical Acclaim ed Almost Easy, pubblicati rispettivamente il 28 agosto 2007 e il 17 settembre dello stesso anno.
La pubblicazione dell'album era prevista originariamente per il 16 ottobre, tuttavia è stata posticipata di due settimane per provvedere al completamento di ulteriore materiale bonus e della produzione di un cartone animato.
Il 25 gennaio 2008 il gruppo ha pubblicato il terzo singolo Afterlife, a cui ha fatto seguito Dear God, pubblicato il 13 luglio dello stesso anno. La b-side digitale di quest'ultimo singolo, ovvero Crossroads, è stata pubblicata digitalmente il 19 febbraio 2008 come secondo ed ultimo estratto da Live in the LBC & Diamonds in the Rough. Nel febbraio 2009 è stato commercializzato come quinto singolo complessivo Scream.

## Tracce
Testi e musiche degli Avenged Sevenfold.
1. Critical Acclaim – 5:17
2. Almost Easy – 3:55
3. Scream – 4:50
4. Afterlife – 5:54
5. Gunslinger – 4:14
6. Unbound (The Wild Ride) – 5:14
7. Brompton Cocktail – 4:15
8. Lost – 5:04
9. A Little Piece of Heaven – 8:04
10. Dear God – 6:34

## Formazione
Hanno partecipato alle registrazioni, secondo le note di copertina:
Gruppo
- M. Shadows – voce, arrangiamento strumenti ad arco (tracce 4, 6 e 7)
- Synyster Gates – chitarra solista, arrangiamento strumenti ad arco (tracce 4, 6 e 7)
- Zacky Vengeance – chitarra, arrangiamento strumenti ad arco (tracce 4, 6 e 7)
- Johnny Christ – basso, arrangiamento strumenti ad arco (tracce 4, 6 e 7)
- The Rev – batteria, seconda voce (tracce 1, 3, 4, 8 e 9), arrangiamento strumenti ad arco (tracce 4, 6 e 7)

Altri musicisti
- Jay-E – programmazione (tracce 1 e 3)
- Jamie Muhoberac – pianoforte e organo (tracce 1, 6, 8 e 9)
- Greg Kusten – pianoforte (traccia 2)
- Marc Mann – arrangiamento strumenti ad arco (tracce 4 e 6)
- Caroline Campbell – violino (tracce 4, 7 e 9)
- Neel Hammond – violino (tracce 4, 7 e 9)
- Andrew Duckles – viola (tracce 4, 7 e 9)
- Cameron Stone – violoncello (tracce 4, 7 e 9)
- Miles Mosley – contrabbasso (tracce 4, 7 e 9)
- Greg Leisz – lap steel guitar, pedal steel guitar e banjo (tracce 5 e 10)
- Shanna Crooks – voce aggiuntiva (tracce 5 e 10)
- Zander Ayeroff – cori (traccia 6)
- Annmarie Rizzo – cori (traccia 6)
- Beth Andersen – coro (tracce 6 e 9)
- Monique Donnelly – coro (tracce 6 e 9)
- Rob Giles – coro (tracce 6 e 9)
- Debbie Hall – coro (tracce 6 e 9)
- Scottie Haskell – coro (tracce 6 e 9)
- Luana Jackman – coro (tracce 6 e 9)
- Bob Joyce – coro (tracce 6 e 9)
- Rock Logan – coro (tracce 6 e 9)
- Susue Stevens Logan – coro (tracce 6 e 9)
- Arnold McCuller – coro (tracce 6 e 9)
- Gabriel Mann – coro (tracce 6 e 9)
- Ed Zajack – coro (tracce 6 e 9)
- Bruce Fowler – arrangiamento strumenti ad arco (traccia 7), trombone (traccia 9)
- Lenny Castro – percussioni (traccia 7)
- Steve Bartek – arrangiamenti strumenti ad arco, a fiato e del coro (traccia 9)
- Bill Liston – sassofono contralto e clarinetto (traccia 9)
- Brandon Fields – sassofono contralto (traccia 9)
- Rusty Higgings – clarinetto e sassofono tenore (traccia 9)
- Dave Boruff – sassofono tenore (traccia 9)
- Joel Peskin – sassofono baritono (traccia 9)
- Wayne Bergeron, Dan Foreno – tromba (traccia 9)
- Alexs Iles – trombone (traccia 9)
- Juliette Commagere – voce aggiuntiva (traccia 9)

Produzione
- Avenged Sevenfold – produzione
- Fred Archambault – ingegneria del suono
- Clifton Allen – assistenza tecnica ai Sunset Sound Recorders
- Chris Steffens – assistenza tecnica agli Eldorado Recording Studios
- Robert DeLong – assistenza tecnica agli Eldorado Recording Studios
- Aaron Walk – assistenza tecnica ai Capitol Studios
- Andy Wallace – missaggio
- Mike Scielzi – assistenza al missaggio
- Josh Wilbur – assistenza al missaggio
- Brian Gardner – mastering